# 22 жовтня
22 жовтня — 295-й день року (296-й у високосні роки) за григоріанським календарем. До кінця року залишається 70 днів.

## Свята і пам'ятні дні

### Міжнародні
- Міжнародний день обізнаності про заїкання. (ISAD), започатковано 1998 у Великій Британії та Ірландії
- День Фехнера.
- День австрійського ігристого вина.
- Міжнародний день Caps Lock. (2000).
- Міжнародний день захисту чоловічої нервової системи від насильницьких дій з боку жінки.

### Національні
- Австралія: День вомбата.
- США: Національний день горіхів.

### Релігійні
Православ'я:
- Рівноапостольного Аверкія, єпископа Єрапольського, чудотворця.
- Сімох отроків у Ефесі: Максимиліана, Ямвлиха, Мартиніана, Діонісія, Антоніна, Константина (Єксакустодіана) та Іоана.
- Мучеників Олександра, єпископа, Іраклія, воїна, та жон Анни, Єлисавети, Феодори та Глікерії.
- Святителя Рафаїла (Заборовського), митрополита Київського, Галицького і всієї Руси.

УГКЦ:
- Святого отця нашого Івана Павла ІІ, папи.
- Святого рівноапостольного Аверкія, єпископа Єрапольського, чудотворця.
- Святих сімох отроків, що в Ефесі.

## Іменини
✙ Православні: Костянтин, Іван, Олександр, Анна, Єлисавета, Феодора.
✝  Католицькі:

## Події
- 794 — Кіото стало столицею Японії.
- 1618 — Королівський суд Англії засудив полководця, філософа, вченого Волтера Релі до страти за вільнодумство
- 1797 — Гарнерен Андре-Жак здійснив перший в історії людства стрибок з парашутом
- 1883 — у Нью-Йорку відкрилася «Метрополітен-опера». У перший вечір звучала опера Гуно «Фауст»
- 1937 — заарештований митрополит Київський і всієї України Василь Липківський.
- 1938 — Честер Карлсон виготовив першу фотокопію паперового документа.
- 1945 — весілля віце-президента Аргентини генерала Хуана Домінго Перона й актриси Еви Перон
- 1949 — СРСР провів перші випробування своєї ядерної зброї.
- 1960 — майбутній чемпіон планети з боксу Мухаммед Алі (тоді — Кассіус Клей) виграв свій перший бій на професійній арені.
- 1962 — Президент США Джон Кеннеді виступив із заявою про оголошення повітряної і морської блокади Куби, на якій були виявлені радянські ракети.
- 1968 — завершений політ американського космічного корабля «Аполлон-7». Це був перший пілотований політ кораблів цієї серії.
- 1975 — радянська космічна станція «Венера-9» здійснила посадку на поверхню Венери.
- 1980 — Папа Римський скасував вердикт 1633 року, що засуджував Галілея.
- 1995 — на Всеукраїнському Помісному Соборі митрополита Філарета обрано Патріархом Київським і всієї Руси-України.
- 2006 — Семиразовий чемпіон світу з автоперегонів «Формула-1» Міхаель Шумахер на Гран-прі Бразилії 2006 закінчив кар'єру гонщика.

## Народились
Дивись також Категорія:Народились 22 жовтня
- 1729 — Йоганн Рейнгольд Форстер, німецький орнітолог, ботанік, зоолог та мандрівник британського походження.
- 1811 — Ференц Ліст, угорський композитор, піаніст, диригент.
- 1818 — Шарль Леконт де Ліль, французький і реюньйонський поет.
- 1844 — Сара Бернар, французька акторка.
- 1844 — Луї Ріель, канадський політик, засновник провінції Манітоба, і лідер метисного населення канадських прерій.
- 1847 — Якобус де ла Рай, бурський генерал, герой Другої англо-бурської війни.
- 1878 — Вадим Богомолець, український військовий діяч, генерал-хорунжий Української Держави, військово-морський юрист, військовий аташе УНР у Румунії. Автор першого українського закону про флот.
- 1890 — Аверкій Гончаренко, український військовий діяч, командир частин Армії УНР у бою під Крутами, старшина дивізії зброї СС «Галичина».
- 1894 — В.Домонтович, український письменник.
- 1905 — Карл Янський, американський фізик і радіоінженер, основоположник радіоастрономії.
- 1912 — Дарія Гнатківська, українська розвідниця, зв'язкова УВО, ОУН.
- 1913 — Василь Свида, український скульптор-різьбяр.
- 1925 — Роберт Раушенберг, американський художник, представник абстрактного експресіонізму, а потім концептуального мистецтва і поп-арту.
- 1930 — Вілен Калюта, український кінооператор, член-кореспондент Академії мистецтв України, президент Гільдії кінооператорів України.
- 1934 — Георгій Юнгвальд-Хількевич, український і російський кінорежисер, сценарист, художник. Заслужений діяч мистецтв України (1995).
- 1938 — Крістофер Ллойд, американський актор кіно та телебачення. Володар трьох премій «Еммі». ролі — Макс Тейбер у фільмі «Пролітаючи над гніздом зозулі» та доктор Емметт Браун в трилогії «Назад у майбутнє»
- 1938 — Дерек Джейкобі, англійський актор.
- 1943 — Катрін Денев, французька акторка.
- 1947 — Робертіно Лореті, італійський співак, котрий став усесвітньо відомим у підлітковому віці (на початку 1960-х років).
- 1949 — Арсен Венгер, французький футбольний тренер.
- 1962 — Боб Оденкерк, американський актор, комік, сценарист, режисер і продюсер. Найбільш відомий своєю роллю адвоката у кримінальних справах Сола Гудмана у серіалі «Пуститися берега», а також його спіноф серіалу «Краще подзвоніть Солу».
- 1970 — Хав'єр Мілей, аргентинський політик та економіст, чинний президент Аргентини.
- 1974 — Мірослав Шатан, словацький хокеїст.
- 1994 — Павло Сбитов, офіцер Збройних Сил України, учасник російсько-української війни. Герой України.

## Померли
Дивись також Категорія:Померли 22 жовтня
- 1835 — Устим Кармалюк, керівник повстанського руху на Поділлі 1813—1835 рр. проти національного і соціального гніту.
- 1859 — Луї Шпор, німецький скрипаль, композитор, диригент і педагог, один з перших представників романтичного стилю в музиці. Вважається також, що саме Л. Шпор запровадив диригентську паличку
- 1883 — Томас Майн Рід, ірландський письменник.
- 1906 — Поль Сезанн, французький художник-імпресіоніст.
- 1915 — Вільгельм Віндельбанд, німецький філософ-ідеаліст.
- 1935 — Комітас, вірменський композитор, фольклорист, співак і хоровий диригент.
- 1938 — вбитий у в'язниці український авіаконструктор Калінін Костянтин Олексійович.
- 1973 — Пабло Касальс, іспанський віолончеліст, композитор і диригент.
- 1987 — Ліно Вентура, французький актор італійського походження.
- 1995 — Кінгслі Еміс, англійський письменник, поет та критик.
- 2001 — Георгій Віцин, радянський актор театру та кіно.